# Escribònia (esposa d'August)
Escribònia (en llatí: Scribonia Libo) va ser una dama romana, casada amb Octavi, que després va ser l'emperador August. Formava part de la gens Escribònia, d'origen plebeu. Era germana de Luci Escriboni Libó, el sogre de Sext Pompeu.
Va estar casada amb dos homes de rang consular, segons Suetoni que no en dona els noms i per altres fonts només se’n coneix un: Publi Corneli Escipió, del que no consta cap consolat. Amb ell va tenir entre dos i quatre fills: Publi Corneli Escipió, Cornèlia (casada amb Paul·le Emili Lèpid, censor el 22 aC). Un altre possible fill hauria estat llegat del procònsol d'Àfrica, Juni Bles, en la campanya contra Tacfarines l'any 22 i només es pot identificar amb el nom de Corneli Escipió, tot i que podria ser Corneli Escipió Salutió. Podria ser també filla seva una Cornèlia que es va casar amb Luci Volusi Saturní (cònsol sufecte l'any 3) i va ser la mare de Quint Volusi Saturní.
Després de la guerra de Perusa (40 aC) Octavi va témer que Marc Antoni i Sext Pompeu es podien aliar en contra seva i seguint el consell de Mecenàs es va casar amb Escribònia, que era més vella que Octavi i per la que mai va sentir cap atracció. No va dubtar a divorciar-se de la seva dona un any després, el 39 aC, el mateix dia que li donava una filla, Júlia. Després del divorci, August es va casar amb Lívia Drusil·la. En aquell moment Octavi tornava a estar aliat a Marc Antoni i esperava desfer-se de Sext Pompeu. August va al·legar pel divorci la baixa moral de la seva dona però Marc Antoni va revelar que va ser perquè Escribònia es va ofendre per la relació del seu marit amb Lívia.
Va viure encara uns quants anys, atès que l'any 2 voluntàriament va acompanyar la seva filla Júlia a l'exili que havia decretat Tiberi, a l'illa de Pandatària. Sèneca diu que l'any 16 encara vivia i l'anomena "gravis femina" (una dona digna).